# Gloniaceae
Gloniaceae es una familia de hongos en el orden Mytilinidiales.

## Géneros
Cenococcum

Glonium

Psiloglonium